# Philadelphus palmeri
Philadelphus palmeri är en hortensiaväxtart som beskrevs av Per Axel Rydberg. Philadelphus palmeri ingår i släktet schersminer, och familjen hortensiaväxter. Inga underarter finns listade i Catalogue of Life.